# Jack et la Mécanique du cœur
Jack et la mécanique du cœur è un film d'animazione del 2013, sceneggiato da Mathias Malzieu e diretto dallo stesso Malzieu e da Stéphane Berla, candidato all'European Film Awards per il miglior film d'animazione.

## Trama
Edimburgo 1874, nel giorno più freddo della storia, Jack nasce col cuore congelato. Per salvarlo da morte certa, la madre lo affida ad una fattucchiera-levatrice, Madeleine, che gli sostituisce il cuore con un orologio. Dovrà tuttavia rispettare tre regole se non vuole rovinare il meccanismo:
1. Non toccare le lancette
2. Controllare la rabbia
3. Non innamorarsi (dato che il suo cuore non potrebbe sopportare forti emozioni).

Il giorno del suo undicesimo compleanno, Madeleine lo porta a visitare la città per la prima volta, anche se ha il terrore che ciò possa ucciderlo. Jack viene attirato dal suono di un organetto e incontra la cantante di strada che non ama i suoi occhiali, Miss Acacia. S'innamora di lei, ma il meccanismo del suo cuore comincia ad incepparsi, fortunatamente Madeleine interviene appena in tempo. Tuttavia, Jack vorrebbe rivedere Miss Acacia, così convince la madre adottiva ad iscriverlo alla scuola del paese. I suoi sogni di felicità vanno presto in fumo perché Miss Acacia è tornata in Spagna e la scuola è sotto il controllo del bullo Joe, innamorato anche lui della cantante, che si diverte a maltrattare Jack e il suo orologio. Il giorno del quattordicesimo compleanno di Jack, i due hanno una lite e Joe rimane ferito ad un occhio. Jack per la paura di essere arrestato fugge dalla città e parte per la Spagna per ritrovare il suo amore.
Nel tragitto fa la conoscenza di Georges Méliès (il secondo padre del cinema dopo i fratelli Lumière).

## Colonna sonora
La colonna sonora è stata composta dal gruppo francese Dionysos, la cui voce è lo stesso Mathias Malzieu.

## Distribuzione
- 17 novembre 2013 in Francia (Jack et la mécanique du cœur) al Festival internazionale d'Arras
- 5 febbraio 2014 in Belgio e Francia (Jack et la mécanique du cœur)